# Энергетика Самарской области
Энергетика Самарской области — сектор экономики региона, обеспечивающий производство, транспортировку и сбыт электрической и тепловой энергии. По состоянию на начало 2020 года, на территории Самарской области эксплуатировались 15 электростанций общей мощностью 5925,8 МВт, в том числе две гидроэлектростанции, одна солнечная электростанция и двенадцать тепловых электростанций. В 2019 году они выработали 22 005,8 млн кВт·ч электроэнергии.

## История
Впервые электроэнергия на территории современной Самарской области начала использоваться 29 августа 1886 года, когда в ходе празднования 300-летия Самары в городе впервые заработали электрические дуговые светильники. В 1887 году была введена в эксплуатацию электростанция при самарском водопроводе, использовавшаяся в том числе для освещения административного здания водопровода. В 1898 году электростанция мощностью 150 кВт при Жигулёвском пивоваренном заводе, которая обеспечивала не только энергоснабжение завода, но и освещение в квартирах персонала. В том же году довольно крупная по тем временам электростанция заработала в самарской тюрьме.
Первая электростанция общего пользования в Самаре была введена в эксплуатацию в 1900 году, а на полную мощность 660 кВт была выведена в 1901 году. Она позволила наладить электрическое уличное освещение и начать подключение к электроэнергии частных домов. Впоследствии эта электростанция неоднократно расширялась и под названием Самарская ГРЭС эксплуатируется и в настоящее время. В целом к 1910 году в Самаре насчитывалось 52 электростанции общей мощностью 1090 кВт, а в 1915 году расширение Самарской общественной электростанции до 3800 кВт позволило запустить электрический трамвай. Развивалась электрификация и за пределами областного центра, в частности в 1913 году была пущена электростанция мощностью 166 кВт в Сызрани.
В 1929 году в соответствии с планом ГОЭЛРО была введена в эксплуатацию небольшая Сызранская ГЭС, работающая и в настоящее время. В 1932 году был образован Самарский энергетический комбинат, который в 1941 году был преобразован в районное энергетическое управление «Куйбышевэнерго». С 1933 года, с пуска первой теплотрассы от Самарской ГРЭС ведёт свою историю централизованное теплоснабжение региона.
В 1937 году было начато строительство Куйбышевской (ныне — Жигулёвской ГЭС), а для энергообеспечения масштабной стройки в 1938 году приступили к возведению Безымянской ТЭЦ. В 1940 году строительство гидроэлектростанции было по ряду причин законсервировано, но возведение Безымянской ТЭЦ было продолжено, что позволило пустить её первый турбоагрегат мощностью 25 МВт 18 ноября 1941 года, а в 1942 году мощность станции возросла до 75 МВт. В целом в 1942 году Куйбышевская энергосистема имела мощность 136 МВт. В 1939 году было начато строительство Сызранской ТЭЦ, использовавшей в качестве топлива горючие сланцы, но в годы войны ее сооружение было приостановлено и станция была введена в эксплуатацию только в 1947 году.
В 1949 году было возобновлено (фактически — начато заново на новом месте и по новому проекту) строительство Куйбышевской ГЭС. Пуск первого гидроагрегата состоялся в 1955 году, на полную мощность 2300 МВт станция была выведена в 1957 году, став крупнейшей на тот момент гидроэлектростанцией в мире. Одновременно со станцией были построены линии электропередачи напряжением 400 кВ (вскоре переведённые на напряжение 500 кВ), соединившие энергосистему Куйбышевской области с энергосистемами Центра и Урала, что положило начало созданию Единой энергосистемы России.
Сразу после завершения строительства Куйбышевской ГЭС было начато возведение в Тольятти завода синтетического каучука и тепловой электростанции при нём. В 1960 году новая станция, получившая название Тольяттинской ТЭЦ, была введена в эксплуатацию. Одновременно для энергоснабжения нефтеперерабатывающих и химических предприятий в 1951 году была введена в эксплуатацию Новокуйбышевская ТЭЦ-1, а в 1962 году — Новокуйбышевская ТЭЦ-2. Для энергоснабжения Волжского автомобильного завода была построена отдельная электростанция, ТЭЦ ВАЗа, первая очередь которой была введена в эксплуатацию в 1969 году. Впоследствии станция неоднократно расширялась, став одной из крупнейших ТЭЦ России.
Одновременно со строительством крупных электростанций ещё с 1920-х годов велась работа по электрификации сельской местности. Так, с в 1930—1940 годах в регионе было построено 99 сельских электростанций общей мощностью 1559 кВт. В послевоенные годы количество сельских электростанций значительно возросло, а с начала 1960-х годов начался процесс подключения сельской местности к центральному энергоснабжению с одновременным выводом из эксплуатации малоэффективных небольших электростанций. Процесс электрификации сельской местности был завершён в 1969 году с подключением к централизованному энергоснабжению последнего сел.
Поскольку активный рост областного центра создал дефицит тепловой энергии, в 1972 году была введена в эксплуатацию Самарская ТЭЦ. В 1982 году было принято решение о строительстве Самарской ТЭЦ-2, но из-за организационных и финансовых трудностей возведение станции так и не было начато.
В 2012 году на Сызранской ТЭЦ был введён в работу современный парогазовый энергоблок мощностью 227,4 МВт, в 2014 году Новокуйбышевская ТЭЦ была расширена путём монтажа трёх газотурбинных установок общей мощностью 229,5 МВт. В 1999—2017 годах были заменены все турбины Жигулёвской ГЭС, что позволило увеличить мощность станции на 188 МВт. В 2018 году была введена в эксплуатацию первая солнечная электростанция региона — Самарская СЭС.

## Генерация электроэнергии
По состоянию на начало 2020 года, на территории Самарской области эксплуатировались 15 электростанций, общей мощностью 5925,8 МВт. В их числе две гидроэлектростанции — Жигулёвская ГЭС и Сызранская ГЭС, одна солнечная электростанция — Самарская СЭС, двенадцать тепловых электростанций — Новокуйбышевские ТЭЦ-1 и ТЭЦ-2, Безымянская ТЭЦ, Самарская ГРЭС, Самарская ТЭЦ, Сызранская ТЭЦ, Тольяттинская ТЭЦ, ТЭЦ ВАЗа, ТЭЦ НкНПЗ, ТЭЦ Газэнергострой, ТЭЦ-1 КНПЗ, ТЭЦ-2 КНПЗ.

### Жигулёвская ГЭС
Расположена в г. Жигулёвске, на реке Волге. Крупнейшая электростанция региона. Гидроагрегаты станции введены в эксплуатацию в 1955—1957 годах. Установленная мощность станции — 2488 МВт, фактическая выработка электроэнергии в 2019 году — 10 980 млн кВт·ч. В здании ГЭС установлены 20 гидроагрегатов, из них 16 мощностью по 125,5 МВт и 4 мощностью по 120 МВт. Является филиалом ПАО «РусГидро».

### Сызранская ГЭС
Расположена в г. Сызрани, на реке Сызранке. Одна из старейших электростанций региона, гидроагрегаты станции введены в эксплуатацию в 1929 году. Установленная мощность станции — 2,04 МВт. В здании ГЭС установлены 3 гидроагрегата. Собственник станции — АО «Самарская сетевая компания».

### Самарская СЭС
Расположена между городами Чапаевск и Новокуйбышевск. Введена в эксплуатацию (в три очереди) в 2018—2019 годах. Установленная мощность станции — 75 МВт. Собственник станции — ООО «Самарская СЭС».

### Новокуйбышевская ТЭЦ-1
Расположена в г. Новокуйбышевске, основной источник теплоснабжения города. Теплоэлектроцентраль смешанной конструкции, включает в себя паротурбинную и газотурбинную части, в качестве топлива использует природный газ. Эксплуатируемые в настоящее время турбоагрегаты введены в эксплуатацию в 1951—2014 годах, при этом сама станция работает с 1947 года. Установленная электрическая мощность станции — 314,5 МВт, тепловая мощность — 204 Гкал/ч. Оборудование паротурбинной части включает в себя три турбоагрегата, два из которых мощностью 25 МВт и один мощностью 35 МВт, а также три котлоагрегата (ещё 10 котлоагрегатов находятся на консервации). Оборудование газотурбинной части станции включает в себя три газотурбинные установки мощностью по 76,5 МВт и три котла-утилизатора. Принадлежит ПАО «Т Плюс».

### Новокуйбышевская ТЭЦ-2
Расположена в г. Новокуйбышевске, обеспечивает энергоснабжение нефтехимических предприятий. Паротурбинная теплоэлектроцентраль, в качестве топлива использует природный газ. Турбоагрегаты станции введены в эксплуатацию в 1962—2014 годах. Установленная электрическая мощность станции — 340 МВт, тепловая мощность — 867 Гкал/час. Оборудование станции включает в себя семь турбоагрегатов, два мощностью по 35 МВт, три — по 50 МВт и два — по 60 МВт. Также имеется семь котлоагрегатов (ещё четыре котлоагрегата находятся на консервации). Принадлежит АО «Новокуйбышевская нефтехимическая компания»

### Безымянская ТЭЦ
Расположена в г. Самаре, один из источников теплоснабжения города. Паротурбинная теплоэлектроцентраль, в качестве топлива использует природный газ. Турбоагрегаты станции введены в эксплуатацию в 1953 и 1976 годах, при этом сама станция пущена в 1941 году, являясь одной из старейших электростанций региона. Установленная электрическая мощность станции — 48,7 МВт, тепловая мощность — 1103,7 Гкал/час. Оборудование станции включает в себя два турбоагрегата, мощностью 23,7 МВт и 25 МВт. Также имеется пять котлоагрегатов и семь водогрейных котлов. Принадлежит ПАО «Т Плюс».

### Самарская ГРЭС им.Г. М. Кржижановского
Расположена в г. Самаре, один из источников теплоснабжения города. Паротурбинная теплоэлектроцентраль, в качестве топлива использует природный газ. Турбоагрегаты станции введены в эксплуатацию в 2004 и 2010 годах, при этом сама станция пущена в 1900 году, являясь старейшей электростанцией региона. Установленная электрическая мощность станции — 24 МВт, тепловая мощность — 290 Гкал/час (без учёта организационно входящих в состав станции водогрейных котельных). Оборудование станции включает в себя два турбоагрегата, мощностью 23,7 МВт и 25 МВт. Также имеется пять котлоагрегатов и три водогрейных котлов. Принадлежит ПАО «Т Плюс».

### Самарская ТЭЦ
Расположена в г. Самаре, один из источников теплоснабжения города. Паротурбинная теплоэлектроцентраль, в качестве топлива использует природный газ. Турбоагрегаты станции введены в эксплуатацию в 1976—2002 годах. Установленная электрическая мощность станции — 440 МВт, тепловая мощность — 1954 Гкал/час. Оборудование станции включает в себя пять турбоагрегатов, один мощностью 50 МВт, один — 60 МВт и три — по 110 МВт. Также имеется пять котлоагрегатов и семь водогрейных котлов. Принадлежит ПАО «Т Плюс».

### Сызранская ТЭЦ
Расположена в г. Сызрани, один из источников теплоснабжения города. Теплоэлектроцентраль смешанной конструкции, состоит из паротурбинной части и парогазового энергоблока, в качестве топлива использует природный газ. Турбоагрегаты станции введены в эксплуатацию в 1986—2012 годах, при этом сама станция пущена в 1947 году. Установленная электрическая мощность станции — 372,4 МВт, тепловая мощность — 613 Гкал/час. Оборудование паротурбинной части станции включает в себя два турбоагрегата, мощностью 35 МВт и 110 МВт, а также три котлоагрегата и водогрейный котёл. Парогазовый энергоблок включает в себя две газотурбинные установки мощностью по 76,5 МВт, паротурбинный турбоагрегат мощностью 74,4 МВт и два котла-утилизатора. Принадлежит ПАО «Т Плюс».

### Тольяттинская ТЭЦ
Расположена в г. Тольятти, один из источников теплоснабжения города. Паротурбинная теплоэлектроцентраль, в качестве топлива использует природный газ. Турбоагрегаты станции введены в эксплуатацию в 1960—1994 годах. Установленная электрическая мощность станции — 585 МВт, тепловая мощность — 1428 Гкал/час. Оборудование станции включает в себя девять турбоагрегатов, два мощностью по 25 МВт, один — 35 МВт, два — по 65 МВт, один — 80 МВт, один — 90 МВт и два по 100 МВт. Также имеется 13 котлоагрегатов и шесть водогрейных котлов. Принадлежит ПАО «Т Плюс».

### ТЭЦ ВАЗа
Расположена в г. Тольятти, обеспечивает энергоснабжение Волжского автомобильного завода, также является одним из источников теплоснабжения города. Крупнейшая тепловая электростанция региона. Паротурбинная теплоэлектроцентраль, в качестве топлива использует природный газ. Турбоагрегаты станции введены в эксплуатацию в 1969—1987 годах. Установленная электрическая мощность станции — 1172 МВт, тепловая мощность — 3343 Гкал/час. Оборудование станции включает в себя 11 турбоагрегатов, два мощностью по 60 МВт, четыре — по 105 МВт, два — по 110 МВт, два — по 135 МВт, один — 142 МВт. Также имеется 14 котлоагрегатов и 10 водогрейных котлов. Принадлежит ПАО «Т Плюс».

### ТЭЦ НкНПЗ
Теплоэлектроцентраль Новокуйбышевского нефтеперерабатывающего завода (блок-станция). Расположена в г. Новокуйбышевске. Паротурбинная теплоэлектроцентраль, в качестве топлива использует природный газ. Турбоагрегаты станции введены в эксплуатацию в 2000 году. Установленная электрическая мощность станции — 24 МВт. Оборудование станции включает в себя два турбоагрегата мощностью по 12 МВт. Принадлежит АО «Новокуйбышевский НПЗ».

### ТЭЦ-1 КНПЗ
Теплоэлектроцентраль Куйбышевского нефтеперерабатывающего завода (блок-станция). Расположена в г. Самаре. Паротурбинная теплоэлектроцентраль, в качестве топлива использует природный газ. Турбоагрегаты станции введены в эксплуатацию в 1952 и 2006 годах. Установленная электрическая мощность станции — 12 МВт. Оборудование станции включает в себя два турбоагрегата мощностью по 6 МВт. Принадлежит АО «Куйбышевский НПЗ».

### ТЭЦ-2 КНПЗ
Теплоэлектроцентраль Куйбышевского нефтеперерабатывающего завода (блок-станция). Расположена в г. Самаре. Паротурбинная теплоэлектроцентраль, в качестве топлива использует природный газ. Турбоагрегаты станции введены в эксплуатацию в 1988—1989 годах. Установленная электрическая мощность станции — 24 МВт. Оборудование станции включает в себя два турбоагрегата мощностью по 12 МВт. Принадлежит АО «Куйбышевский НПЗ».

### ТЭЦ Газэнергострой
Газотурбинная теплоэлектроцентраль, в качестве топлива использует природный газ. Турбоагрегат станции введен в эксплуатацию в 2009 году. Установленная электрическая мощность станции — 4,2 МВт. Оборудование станции включает в себя одну газотурбинную установку. Принадлежит АО «Газэнергострой».

## Потребление электроэнергии
Потребление электроэнергии в Самарской области (с учётом потребления на собственные нужды электростанций и потерь в сетях) в 2019 году составило 23 262,7 млн кВт·ч, максимум нагрузки — 3631 МВт. Таким образом, Самарская область является энергодефицитным регионом по электроэнергии и энергоизбыточным по мощности. Крупнейшие потребители электроэнергии — Волжский автомобильный завод, АО «Самаранефтегаз», ОАО «РЖД», ПАО «КуйбышевАзот», АО «Транснефть». Функции гарантирующего поставщика электроэнергии выполняют более десяти компаний, самые крупные из них ПАО «Самараэнерго» и АО «СамГЭС»..

## Электросетевой комплекс
Энергосистема Самарской области входит в ЕЭС России, являясь частью Объединённой энергосистемы Средней Волги, находится в операционной зоне филиала АО «СО ЕЭС» — «Региональное диспетчерское управление энергосистем Самарской и Ульяновской областей» (Самарское РДУ). Энергосистема региона связана с энергосистемами Ульяновской области по двум ВЛ 500 кВ, двум ВЛ 220 кВ, восьми ВЛ 110 кВ, двум ВЛ 35 кВ и шести ВЛ 10 кВ, Татарстана по двум ВЛ 500 кВ и четырём ВЛ 110 кВ, Саратовской области по двум ВЛ 500 кВ, одной ВЛ 220 кВ и одной ВЛ 110 кВ, Оренбургской области по одной ВЛ 500 кВ, одной ВЛ 220 кВ и десяти ВЛ 110 кВ, Казахстана по двум ВЛ 220 кВ.
Общая протяженность линий электропередачи напряжением 110—500 кВ составляет 8787,2 км, в том числе линий электропередачи напряжением 500 кВ — 1118,1 км, 220 кВ — 1751 км, 110 кВ —5918,1 км. Магистральные линии электропередачи напряжением 220—500 кВ эксплуатируются филиалом ПАО «ФСК ЕЭС» — «МЭС Волги», распределительные сети напряжением 110 кВ и ниже — филиалом ПАО «МРСК Волги» — «Самарские распределительные сети» и территориальными сетевыми организациями.